# كين سكولز
كين سكولز (بالإنجليزية: Ken Scholes)‏ (13 يناير 1968، واشنطن في الولايات المتحدة)؛ كاتب وروائي أمريكي.

## روابط خارجية
- كين سكولز على موقع ميوزك برينز (الإنجليزية)